# Halowe Mistrzostwa Świata w Lekkoatletyce 2004 – sztafeta 4 × 400 m kobiet
Sztafeta 4 × 400 m kobiet – jedna z konkurencji rozgrywanych podczas halowych mistrzostw świata w lekkoatletyce w 2004. Eliminacje oraz finał odbyły się 7 marca.
Udział w tej konkurencji brały ekipy reprezentujące 11 państw. Zawody te wygrały reprezentantki Rosji (w składzie: Olesia Krasnomowiec, Olga Kotlarowa, Tatjana Lewina, Natalja Nazarowa, Olesia Zykina, Natalja Antiuch). Drugą pozycję zajęły zawodniczki z Białorusi (w składzie: Natałla Sałahub, Hanna Kazak, Iłona Usowicz, Swiatłana Usowicz), trzecią zaś reprezentantki Rumunii (w składzie: Angela Moroșanu, Alina Rîpanu, Maria Rus, Ionela Târlea-Manolache).

## Wyniki

### Eliminacje
Źródło: 
Bieg 1
| Miejsce | Zawodniczki                                                         | Państwo  | Wynik   | Uwagi |
| ------- | ------------------------------------------------------------------- | -------- | ------- | ----- |
| 1.      | Natałla Sałahub Hanna Kazak Iłona Usowicz Swiatłana Usowicz         | Białoruś | 3:31,25 | WL    |
| 2.      | Olesia Zykina Olga Kotlarowa Tatjana Lewina Natalja Antiuch         | Rosja    | 3:31,27 | SB    |
| 3.      | Ronetta Smith Allison Beckford Sheryl Morgan Michelle Burgher       | Jamajka  | 3:32,29 | SB    |
| 4.      | Elefteria Papadopulu Chrisula Gundenudi Jeorja Kumnaki Fani Chalkia | Grecja   | 3:32,88 | NR    |
| 5.      | Karen Shinkins Ciara Sheehy Michelle Carey Joanne Cuddihy           | Irlandia | 3:34,61 | SB    |
| 6.      | Beatrice Dahlgren Ellinor Stuhrmann Erica Mårtensson Louise Gundert | Szwecja  | 3:34,71 | NR    |

Bieg 2
| Miejsce | Zawodniczki                                                              | Państwo           | Wynik   | Uwagi |
| ------- | ------------------------------------------------------------------------ | ----------------- | ------- | ----- |
| 1.      | Zuzanna Radecka Monika Bejnar Małgorzata Pskit Grażyna Prokopek          | Polska            | 3:32,44 | NR    |
| 2.      | Angela Moroșanu Alina Rîpanu Maria Rus Ionela Târlea-Manolache           | Rumunia           | 3:32,45 | NR    |
| 3.      | Melanie Purkiss Carey Marshall Liz Fairs Jennifer Meadows                | Wielka Brytania   | 3:33,30 | SB    |
| 4.      | Ellannee Richardson Virginia Johnson Natasha Hastings Moushaumi Robinson | Stany Zjednoczone | 3:33,38 | SB    |
| 5.      | Elena Córcoles Cora Olivero Daisy Antonio Laia Forcadell                 | Hiszpania         | 3:38,01 | SB    |

### Finał
Źródło: 
| Miejsce | Zawodniczki                                                         | Państwo  | Wynik   | Uwagi |
| ------- | ------------------------------------------------------------------- | -------- | ------- | ----- |
| 01 !    | Olesia Krasnomowiec Olga Kotlarowa Tatjana Lewina Natalja Nazarowa  | Rosja    | 3:23,88 | WR    |
| 02 !    | Natałla Sałahub Hanna Kazak Iłona Usowicz Swiatłana Usowicz         | Białoruś | 3:29,96 | NR    |
| 03 !    | Angela Moroșanu Alina Rîpanu Maria Rus Ionela Târlea-Manolache      | Rumunia  | 3:30,06 | NR    |
| 4.      | Zuzanna Radecka Monika Bejnar Małgorzata Pskit Grażyna Prokopek     | Polska   | 3:30,52 | NR    |
| 5.      | Ronetta Smith Allison Beckford Michelle Ballentine Michelle Burgher | Jamajka  | 3:33,77 |       |
| 6.      | Elefteria Papadopulu Chrisula Gundenudi Jeorja Kumnaki Fani Chalkia | Grecja   | 3:39,23 |       |